# Ґрант Мейн
Ґрант Мейн (англ. Grant Main, 11 лютого 1960) — канадський академічний веслувальник.
Олімпійський чемпіон 1984 року в складі вісімки, учасник 1988 року.